# Église Notre-Dame-de-la-Visitation de Champlain
Pour les articles homonymes, voir Église Notre-Dame, Église de la Visitation et Église Notre-Dame-de-la-Visitation.
L’église Notre-Dame-de-la-Visitation est un lieu de culte catholique latin situé à Champlain, dans la région de la Mauricie, au Québec, Canada. Elle a été classée immeuble patrimonial en 2001 par le ministère de la Culture et des Communications. Elle est la première église de la Mauricie à recevoir cette protection juridique. Depuis 2018, elle fait partie de la paroisse Saint-Laurent-de-la-Moraine. 

## Historique

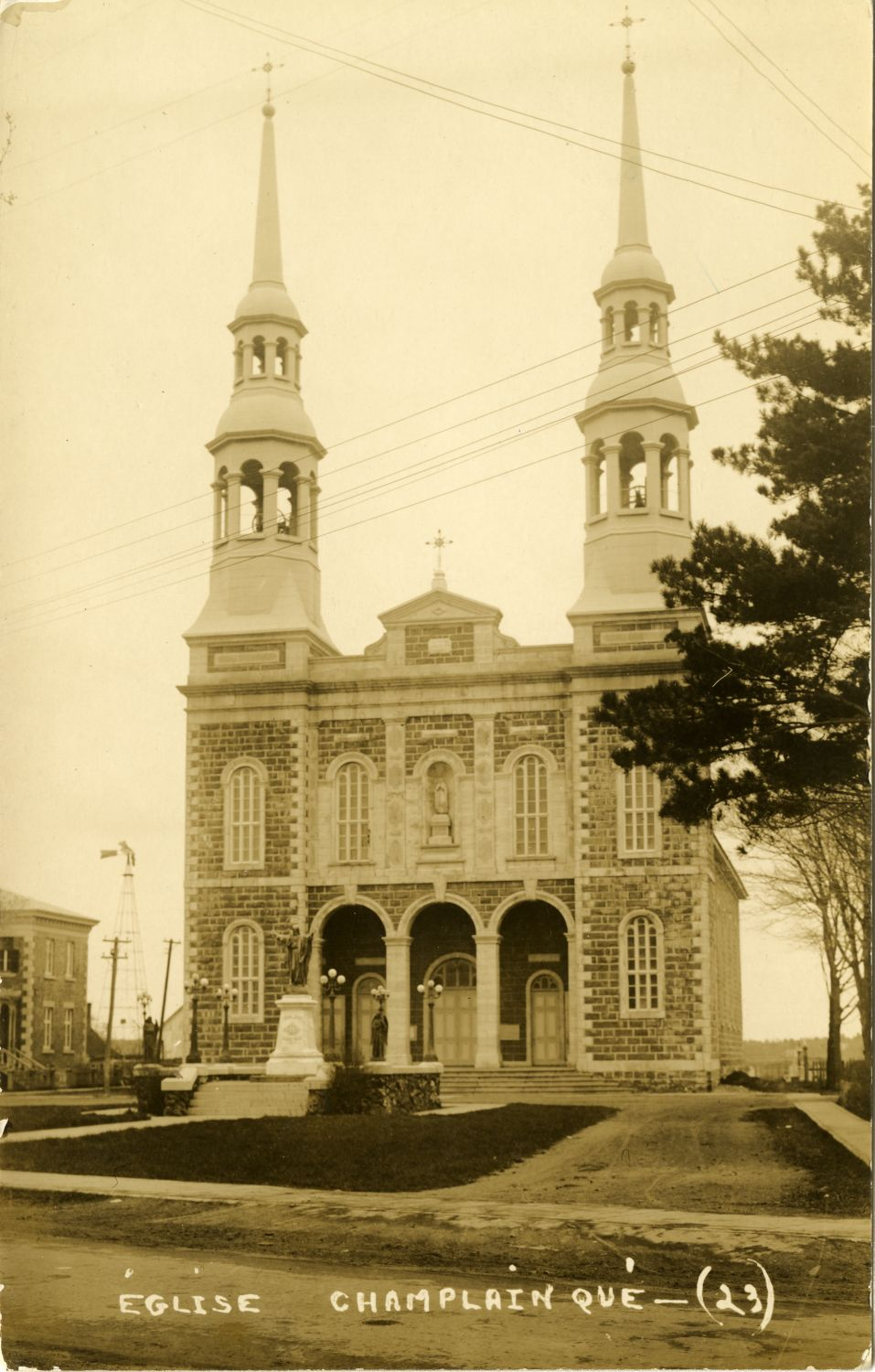
L'église en 1909

L'église a été construite en 1878-1879 par l'architecte et entrepreneur Gédéon Leblanc (1832-1905) de Princeville, et fut ouverte au culte le 9 octobre 1879. L'édifice mesure 42 m (137 pieds) de longueur par 20,4 m (67 pieds) de largeur. La hauteur de la voûte est de 16 m (52,5 pieds), alors que les clochers s'élèvent à 53,6 m (143 pieds) du sol.
De style néo-roman, l'extérieur s'inspire de l'église de Saint-Stanislas, une paroisse voisine. L'intérieur a été réalisé en 1881 d'après les plans de l'architecte Jean-Baptiste "Louis-Joseph" Bourgeois (1856-1930) alors âgé de 25 ans.
Située sur le chemin du Roy, elle est la quatrième en usage dans la paroisse fondée en 1664. Comme aucune des trois églises précédentes n’a été détruite par le feu, le patrimoine de chacune d’elles s’est retrouvé dans la suivante, de sorte qu’aujourd’hui, l’église de Champlain conserve et met en valeur un patrimoine s’étendant sur quatre siècles. C’est l’une des deux principales caractéristiques de cette église : elle conserve l’un des tableaux les plus anciens du Québec (avant 1687), la plus ancienne lampe du sanctuaire en bois du Québec (avant 1687), la plus ancienne sculpture (avant 1687), la plus ancienne gravure (fin XVIIe siècle), ainsi que des œuvres des plus grands artistes de l’histoire de l’art comme Claude François dit le frère Luc (1687), Noël-Nicolas Coypel (1714), William Von Moll Berczy (1810), François Normand (1813) et Louis-Philippe Hébert (1882).
La deuxième principale caractéristique est d’avoir été entièrement décorée par des fresques en trompe-l’œil réalisées par François-Xavier-Édouard Meloche en 1882-1883; il s’agit du premier grand œuvre de cet artiste. Les responsables à Champlain se plaisent à dire que leur église est une annexe du Louvre puisque deux artistes du Louvre exposent en permanence dans l’église de Champlain (François et Coypel) ou qu’il s’agit du « Musée national des Beaux-Arts de Champlain ».

## Mise en tourisme
L'église est mise en tourisme depuis 1998 par le Comité de conservation et de mise en valeur de l'église de Champlain, un comité reconnu par le Conseil de fabrique.